# Harrison Reed (piłkarz)
Harrison James Reed (ur. 27 lutego 1995 w Worthing) – angielski piłkarz występujący na pozycji pomocnika w Fulham F.C..

## Kariera klubowa
Reed zaczął karierę w Southampton, początkowo grał w zespole do 21 lat w rozgrywkach U21 Premier League Cup. Został zauważony przez trenera. 27 sierpnia 2013 roku zadebiutował w pierwszym zespole w meczu z Barnsley w rozgrywkach pucharu ligi angielskiej, wygranym 5-1. Anglik zmienił Rodrigueza w 81 minucie. Debiut w Premier League nastąpił 7 grudnia 2013 roku z Manchesterem City, zremisowanym 1-1. Całe spotkanie Reed rozegrał 20 grudnia 2014 roku w meczu przeciwko Evertonowi wygranym 3-0 przez Świętych.